# Dagmar Segerdahl
Dagmar Hilda Nicolina Segerdahl, född 4 april 1868 i Göteborg, död 12 mars 1960 i Österböle i Rengsjö socken, var en svensk målare.
Hon var dotter till bruksägaren Carl Werner Rhedin och Hedvig Carolina Eleonora Nyström och från 1893 gift med rådmannen Hugo Alexander Segerdahl. Hon studerade under 1880-talet på Valands målarskola i Göteborg. 